# Dypsis interrupta
Espèce
Statut de conservation UICN

 CR C2a(i,ii); D : 
En danger critique
Dypsis interrupta est une espèce de plantes de la famille des Arecaceae.

## Publication originale
- Palms of Madagascar 327–329. 1995.